# 薄熙来
薄熙来（1949年7月3日—），山西定襄人，生于北平，毕业于北京大学，曾为中国共产党和中华人民共和国政治人物、副国级领导人。中共第十六、十七届中央委员，第十七届中央政治局委员，2012年9月被开除党籍，次年9月被判无期徒刑。他是中华人民共和国开国元勋、国务院前副总理薄一波的次子。
薄熙来历任大连市市长、中共大连市委书记、辽宁省省长，2004年进京任商务部部长。2007年离开北京，担任中共重庆市委书记等职务。但受王立军事件影响，2012年3月15日，薄熙来被解除中共重慶市委書記職務，同年4月10日被停止中共中央委员和政治局委员职务，接受中共中央纪委调查，并于同年9月28日被开除党籍、公职并以其涉嫌犯罪问题及犯罪问题线索被移送司法机关处理。同年10月26日，薄熙来的第十一届全国人大代表职务被重庆市人大常委会罢免。同日，最高檢决定对薄熙来立案侦查并采取强制措施。
2013年7月25日，济南市人民检察院向山东省济南市中级人民法院就薄熙来涉嫌受贿、贪污、滥用职权一案提起公诉，2013年8月22日法院開庭審理，薄熙来否認受贿贪污，法院一審9月22日判处无期徒刑。2013年10月8日，中国官媒披露薄熙来不服判决提出上诉，2013年10月25日山东省高级人民法院裁定驳回上诉。薄熙来目前于秦城监狱服刑。

## 背景
薄熙来1949年出生于北平市（現北京市），父亲薄一波是财政部首任部长。1956年9月就读于北京第二实验小学，当时曾与刘少奇（第二任国家主席）女儿刘平平同班，班主任是关敏卿；1962年考入北京市第四中学上初中，1965年考入同校高中。1966年文化大革命爆发后，曾参与“保皇派”组织“西纠”的活动，又加入“老红卫兵”组织的“联动”。之后和二姐薄洁莹随父母前往广州避难。1967年1月父母先后被红卫兵抓回北京。
1968年1月至1972年11月关押在北京市立水桥北苑少管所，进“可教育好子女学习班”参加劳动。1972年成为北京市二轻局五金机修厂工人，后于1978年参加高考考进北京大学，于历史系世界史专业本科学习。在研究生恢复招生之后，于1979年进入中国社会科学院研究生院，學習國際新聞。
1980年10月加入中国共产党，1982年从中国社会科学院研究生院毕业，获得国际新闻学硕士学位。

## 早年
1978年，六十一人叛徒集团案被平反，薄家重获政治影响力。薄一波先后担任国务院副总理和中共中央顾问委员会副主任，推动改革开放的发展，人称“中共八大元老之一”。薄一波尽管赞成实行更为宽松的经济政策，但在政治上很保守，曾在六四事件期间赞同使用武力对付示威者。事件过后，薄一波确保江泽民接替邓小平党领导的职位，90年代辅佐江泽民巩固权力。薄一波直至2007年去世，一直是党内的显赫人物，为儿子职业生涯的塑造带来影响力。
研究生毕业后，薄熙来被调到中南海工作，就职于中共中央书记处和中央办公厅研究室，不久后任中共金县县委副书记。接受《人民日报》采访时，薄熙来表示，他的姓带来了职业生涯的障碍。他表示：“在相当长的一段时间里人们被迫对我持保留意见”。薄熙来随后担任副书记，之后擢升为中共大连经济技术开发区和金州区党委书记，1990年成为中共大连市委常委和大连市副市长，1993年成为大连市市长，党内地位不断提升。

## 辽宁时期

### 主政大连

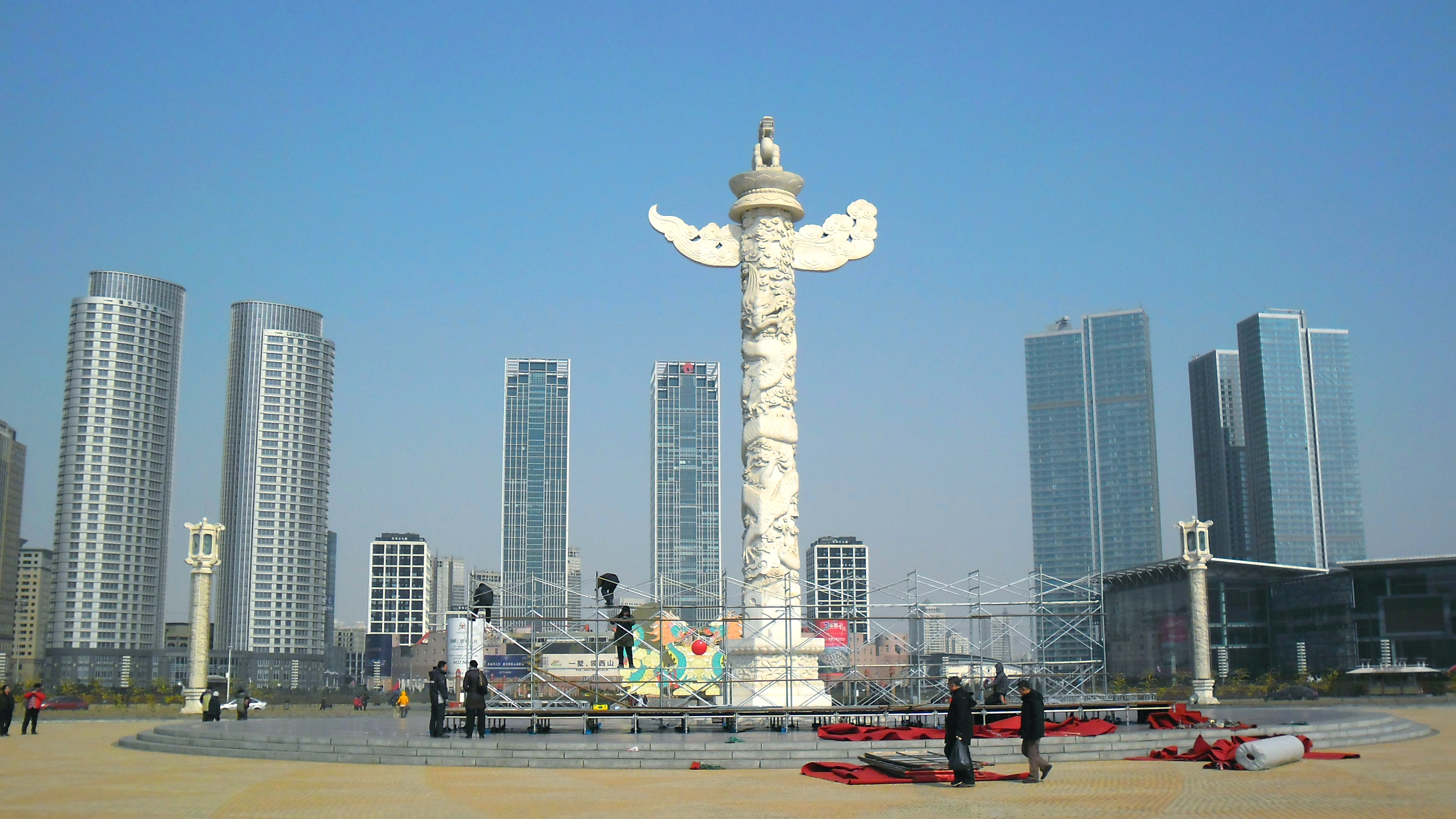
薄熙来任职时期在大连星海广场中央修建的华表。倒台后，华表被拆除

薄熙来曾任中共大连市委常委、市委宣传部部长、大连市人民政府副市长。1992年任大连市代市长、市委副书记，1993年起任大连市市长，成为正厅级干部。1994年2月，随着大连被确定为副省级城市，时任大连市长的薄熙来级别也由正厅级跃升为副部级。1995年6月当选为中共大连市委副书记，1998年1月连任市长。
薄熙来主政大连期间，大量吸引外资，使大连在其执政期间的经济增长速度明显快于东北或胶辽地区其他城市，中国大陆的最宜居城市之一。期间，他提出“经营城市”“不求最大，但求最好”等口号，意图促进城市增值并进而吸引外来投资、发展各类产业。大连在他治下，创建了大连足球节，大连美容美发节等，使大连在原先老工业基地的基础上，成为了一座北方的国际会展中心，也被称为“北方明珠”。
1999年，大连被评为中国首批旅游城市，时任国家旅游局局长的何光伟给大连旅游定位为“浪漫之都”；到21世纪初，再被联合国世界旅游组织和国家旅游局共同授予中国最佳旅游城市。2001年1月17日，薄熙来调离之时，大连市民蜂拥而至为其送行，200米的路，薄熙来走了1个小时。
薄熙来任职大连期间，组建了女骑警队，大笔投资修建星海广场、人民广场、奥林匹克广场等项目。有报道称，当时大连市的市长办公室里安装有一个控制台，薄熙来可以通过按钮控制全市各处音乐喷泉的灯光颜色和曲目。女骑警项目后来被指浪费公款。星海广场等项目被批评是“面子工程”。薄熙来任职期间，星海广场、胜利广场等项目由实德集团承揽，实德集团董事长后来卷入薄熙来案。薄熙来任上星海广场修建了雕刻脚印，其中包括薄熙来的脚印；星海广场中心修筑了19.97米高的华表，后来成为大连市的地标。这座华表雕有九条龙，建成后是中国大陆最高的华表。历史上华表象征着皇帝的权威。薄熙来在大连修筑中国大陆最高的华表，当时就引起了议论。薄熙来倒台后，大连市在2016年啤酒节结束后的8月5日凌晨拆除凉棚时顺带将华表拆掉。

### 中共十五大
1997年中共十五大期间，家人为确保薄熙来晋升为中央委员会成员，发动了一场不成功的运动。尽管中国表面上不赞成建立裙带关系，但薄一波对儿子的野心街知巷闻。出众学历的薄熙来最终击败弟弟薄熙成，成为家族代表。
为了在十五大期间扩大薄熙来的影响力，薄家开展了一场全国性运动，宣扬薄担任大连市市长所做的“成就”。他们委托作家陈祖峰把薄熙来描绘成是“亨利·基辛格一般的政治家，有着阿尔·戈尔的环保意识，获得民众对戴安娜王妃般的爱戴。”虽然有宣传活动，但薄熙来在辽宁代表团却没有席位，最后要由薄一波帮助他在陕西代表团获得席位，但年轻的薄熙来始终无法晋升。薄熙来未能晋升的原因表面上在于党内一般反对裙带关系。此外在大连任职期间，薄熙来利用余下的省财政金额为沿海城市采购的“特殊照顾”引发怨恨。他认为亲属为了和李铁映抗衡，把他的党内利益锁住了，这给他的升迁制造了障碍。

### 辽宁省长
1999年9月薄熙来升任中共辽宁省委常委、大连市委书记。2000年，辽宁省省长张国光身陷腐败丑闻，这为薄熙来带来了升迁机会。2000年张国光被逮捕和撤职后，薄成功担任代省长，晋升正部级，2001年正式出任辽宁省省长，并于2002年当选中央委员，直至2004年进京主政商务部。
薄熙来主政辽宁期间是沈阳市“慕马案”及其相关案件的审理时期，期间一批省市级腐败官员落马，而任内在处理仰融案时引起争议。2004年，薄熙来被调离辽宁省，调往北京担任中国商务部部长。
在其任内的最后时期，中国国务院提出了“振兴东北”的经济战略。东北地区一度被称为中国“工业化的摇篮”。1980年，单是辽宁工业总产值就已超过广东省两倍。然而，东北地区在改革开放的浪潮中被遗忘，只能看着南部和东部沿海省份的繁荣发展，经济很大程度上仍依赖于国有企业，停滞不前，失业率和待业职工数量较高，振兴计划旨在恢复该地区的传统产业，加深与韩国和日本的贸易关系，鼓励两国的投资，选拔城市实验自由贸易区。2004年据官方媒体报道，辽宁省的外国直接投资自2003年振兴东北战略推行以来增长了近一倍。
尽管薄主政大连和辽宁期间建立了声誉，是一个相对清廉的政治家，却无法幸免于腐败的指控，尤其是慕马腐败案的举报人、辽宁记者姜维平在调查报道中揭露出薄从中获益的政治丑闻。时任中共辽宁省委书记闻世震据报曾曝“开发的中国城市像欧洲，农村像非洲”，甚至在2004年薄离开辽宁后举行宴会庆祝。

### 中共十六大
2002年11月，薄熙来在中共十六大上当选中共中央委员。因薄的年龄、任职领域和背景符合成为2012年掌管大权的“第五代领导人”潜在候选人资格，时任中共上海市委书记陈良宇、时任中共浙江省委书记习近平（习仲勋之子）、时任中共江苏省委书记李源潮和團派领袖、时任河南省长李克强被认为是他的竞争对手，是在2012年中共十八大后接替胡锦涛的中共中央总书记职位的主要候选人。

## 商务部长

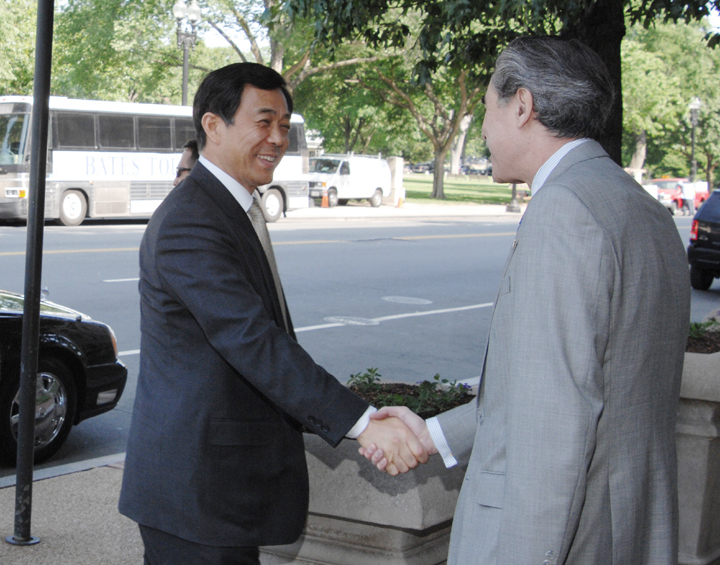
2007年，薄熙来与美国商务部长古铁雷斯会面

2004年2月，因时任商务部部长吕福源罹患癌症、难以履职，中共中央决定薄熙来进京出任商务部部长、党组副书记。同年5月，在吕福源病逝后，薄熙来接任商务部党组书记一职，开始主持商务部全面工作。
薄担任商务部长所推行的限令显著抬升他的国际形象，引起国内外媒体的关注。外表英俊、口齿伶俐、处事豁达的薄从市政官员擢升为中央政府官员，受到媒体的大肆夸耀，这提升了他的“政治明星”地位。薄的政治形象被认为背离了北京领导层的严肃和保守。年轻活力、亲近民众、受到女记者欢迎的薄在政治上的崛起堪比肯尼迪。
薄担任商务部长期间限制外商在华投资的持续增长。他每天的日程主要是接待外国来宾和政要。担任部长期间，薄操着一口流利的英语。在跟美国官员会面时，据称薄告诉纠结中的口译员不要翻译了，中国官员听得懂英语，翻译简直浪费时间。2004年5月和其他几个部长，陪同温家宝总理出访欧洲五国；并于2005年5月3日，在巴黎工商会举行的“中法中小企业合作洽谈会”上，发表了后来广为传播的“中国最近购买了三十架空中客车飞机，其中五架是空客380，由于中国出口纺织品利润较低，中国出口约八亿件衬衫才能抵一架空客380”言论，上述言论即便在2013年薄熙来涉案入狱后也仍然不失影响力。
同时，美对华贸易政策也引发了显著的争端。薄熙来保持着希望和解的自信态度，出席了在华盛顿举行的会谈，与美国同行进行实质性讨论，签署知识产权、服务业、农产品、食品安全和消费者保护协议。
薄熙来还监督部委的结构调整，将国家经济贸易委员会与对外经济贸易部合并。薄试图平衡给予外国投资者和国内商业机构的关注。他开始应对很大程度上依赖外企的零售部门的失衡。他制定计划保护中国产业在国内的竞争地区，以防被外资企业迅速排挤。
但有报道指当时分管商务的国务院副总理吴仪与薄熙来交恶，并在2007年以“裸退”阻止薄熙来接任其副总理职位。

### 中共十七大
2007年10月22日，58岁的薄熙来在中共十七届一中全会上当选中共中央政治局委员，晋升副国级，跻身党和国家领导人行列，但薄熙来的两名主要竞争对手，时任中共上海市委书记习近平和时任中共辽宁省委书记李克强则越级当选中共中央政治局常委，成为胡锦涛和温家宝的接班人。随后他卸任商务部长，接任中共重庆市委书记。而薄熙来的前任、竞争对手汪洋调任中共广东省委书记。
当时的重庆面临着空气污染和水污染、民众失业、公共卫生条件差、三峡大坝并发症等问题。有关人士分析，中共中央总书记胡锦涛想赶在问题愈演愈烈之前将盟友转移出重庆。薄起初不愿意前往重庆，对新职务很不满意。他反而希望成为副总理，但国务院总理温家宝和副总理吴仪反对让薄上任副总理，吴仪也對薄的粗魯與自我宣傳反感。
十七大一个月后的11月30日薄正式主政重庆，尽管汪洋已在11月13日腾空职位。尽管有人认为这項調令是為了將競爭高位的薄放逐到一個遠離北京而又困難重重的崗位，因為薄雄心勃勃、傲慢而廣受反感，其他人则认为让政治局主政直辖市是为了宣传。

## 主政重庆

### 重庆模式

#### 打击黑社会
薄熙来主政重庆期间，发动打击有组织犯罪和腐败的“打黑”持久战。2009年-2011年间，大约有5700名在清扫行动被诱捕，包括商人、警察、法官、政府官员和薄的政敌。行动由曾经在辽宁与薄共事的重庆市公安局长王立军监督。
文强是行动的重点对象之一，是自贺国强和汪洋以来表现突出的市政官员。文强担任重庆市公安局副局长长达16年，因一连串的罪名被审判和定罪，最终在引人注目的审判中被判死刑。中国观察员林和立认为，这种大规模的镇压可能已经得到包括总书记胡锦涛在内的中共领导人的批准，薄更加注重让重庆成为其他地区的榜样，好让自己从成功的政治领导中获益。
但是，薄熙来当局在行动中随意拘留个人，大约有1000人被送去劳改。有律师收到恐吓和骚扰，至少有一个律师在案件中被判18个月的有期徒刑。在逃商人李俊声称他成了薄熙来的反腐败行动的对象，因为他曾和政府有过土地纠纷。被绑架后受尽折磨、其产业中价值700万美元的财产被没收后，他放弃了向政府要地的要求。
支持者认为薄熙来的打黑除恶在一定程度上提升了重庆市的治安，但也有反对者认为薄熙来借此机会打倒自己的政敌和反对者，巩固个人权利。

#### 宣扬红色文化
主政重庆期间，薄推行一系列宣扬毛泽东思想的运动，重振“红色文化”，提升公众士气。活动要求宣传传颂毛主席语录、唱红色歌曲、播革命电视节目和歌剧，鼓励学生参照文化大革命的上山下乡运动到农村工作。运动期间薄和市文化局发起“红歌活动”，要求每个区、政府部门、商业企业、教育机构、电台和电视台唱“红歌”，赞美共产党所取得的成就。薄表示要用毛泽东时代马克思主义的回归重振城市。
60周年国庆日前夕，薄向全市1300万手机用户发送“红色短信”。新华社报道，薄的短信一般来自毛泽东的红宝书，包括“世界是我们的，做事要大家来”、“世界上怕就怕认真二字，而共产党就最讲认真”等。薄还让市政管理员建立新的毛泽东塑像，同时为底层人物提供社会保障住房。有学者将其称为毛泽东思想在中国共产党民族精神中复苏的范例。
对红色文化的反应两极分化。薄对毛时代文化的复兴和相伴而行的社会福利计划，受到重庆社会中下收入阶层的欢迎。透过强调物质财富，薄把城市变成所谓的“真正社会主义遗产”而受到赞扬。一些退休干部极为受鼓舞，表示希望向后代传播“革命精神”，其他人则把它当作歌颂共产党对国家经济发展所在贡献的手段。中国毛泽东主义共产党因为薄熙来宣扬红色文化曾推举薄熙来当选该党的主席。但也有人提出质疑。批评者声称好像让人觉得文革回忆再次涌上心头。批评者讥讽薄是“小毛泽东”。

### 领导风格
尽管薄的宣传活动赢得了民众的支持，但他的领导风格被下属、市委官员、学者、记者和其他专业人士形容为“宣传家”、“狠”和“傲慢”。《纽约时报》的瓦恩写道，尽管薄拥有“惊人的魅力和深厚的智慧”，但这些特质被其在权力之路中对生活危机的漠不关心弄偏......薄先生无情地站了出来，即便体制内缺乏确保最强之人晋升的明确规则。”薄给了政府官员繁重的任务，要求他们整个星期没日没夜的工作。据报他曾深夜叫下属开会，公开批评和羞辱那些他看不惯的下属，甚至殴打那些没有遵循他要求的下属。《每日电讯报》援引一名心理学家的话，表示薄上台后“患抑郁症、自焚和自杀的官员数量上升......现在的官员占据寻求辅导的患者数量的最大份额。”
2009年年底，中国中央电视台电视调查栏目播出薄熙来打黑除恶专项行动的焦点报道，表达出对其明显无视法律程序的关切。对此，薄利用他的关系让该节目的主持人暂停转播，导播被迫切换到另一节目。其他公开反对薄的行为也遭到报复。来自北京的律师李庄2009年因为薄的打黑目标抗辩而被判处2年6个月有期徒刑（后改为18个月）。布鲁金斯学会学者李成表示，“没有人真正信任（薄熙来）：很多人都害怕他，其中包括一些被认为有权力基础的太子党。”

#### 社会政策
薄的重庆模式基石涉及一系列旨在缩短贫富差距、缓解城乡差距的平等社会政策。薄推行“红色GDP”的概念——该经济模式体现了共产主义的平均主义，并建议如果经济发展类似于“烤蛋糕”，那么首要任务应该是平分蛋糕，而不是把蛋糕做大。
为此，该市斥资158亿美元兴建公寓楼供刚毕业大学生、农民工和低收入居民居住。2007年，重庆和成都等城市被选为减少城乡差距、城乡居民一体化项目的试点城市。当下的中国户口制度将公民划分为农村户口和城市户口，这种区别不但决定他们的居住地，还会影响到他们的教育机会、医疗福利、税收和财产权利，有效地把他们划分为“二等公民”。2007年重庆3200万居民中仅有27%持有城市户口，而该项目旨在让农村居民更容易获得城市户口，目的不仅在于社会平等，而且也能让政府开发未被充分利用的农村土地。在薄的领导下，重庆建立土地交易所，让乡村能赚取积分最大化农田。
薄的社会政策在2008年11月引发出租车罢工，8000名出租车司机上街两天抗议高收费、恶性竞争和燃料成本上升。官方媒体不时指责工人骚乱触犯煽颠罪。然而，薄的政府与示威者和市民举行了一次电视圆桌对话，同意组建工会。他对局面的处理让他赢得相对内敛和进步的领导者的赞誉。

## 下台
2012年2月9日，中国外交部發言人办公室应询答问时表示，重庆市副市长王立军于2月6日进入美国驻成都总领事馆，滞留1天后离开。有关部门正在对此进行调查。3月14日，时任中国国务院总理温家宝在“兩會”记者招待会上公开要求重庆市委、市政府就王立军事件进行反思并吸取教训。次日，中共中央决定，薄熙來不再兼任重慶市市委書記、常委及委員職務，由时任中共中央政治局委员、国务院副总理张德江兼任重庆市委委员、常委、书记。
4月10日，中共中央决定，停止薄熙来担任的中央政治局委员、中央委员职务，由中国共产党中央纪律检查委员会对薄熙来立案调查。官方媒体新华社的授权发布消息，公安机关对“尼尔·伍德死亡案件”进行了复查，薄熙来妻子薄谷開來与海伍德有经济利益矛盾，有证据证明海伍德死于他杀，薄谷开来和薄家勤务人员张晓军有重大作案嫌疑，二人涉嫌故意杀人犯罪，已被移送司法机关处理。同年9月28日，中共中央政治局会议审议并通过中共中央纪律检查委员会《关于薄熙来严重违纪案的审查报告》，决定给予薄熙来开除党籍、开除公职处分，对其涉嫌犯罪问题及犯罪问题线索移送司法机关依法处理。
2012年10月26日，全国人大常委会公告：重庆市人大常委会罢免了薄熙来的第十一届全国人大代表职务，依照《中华人民共和国全国人民代表大会和地方各级人民代表大会代表法》的有关规定，薄熙来的全国人大代表资格终止，可移交司法。同年11月7日，中共十七届七中全会确认中共中央政治局对薄熙来开除党籍。

### 审判

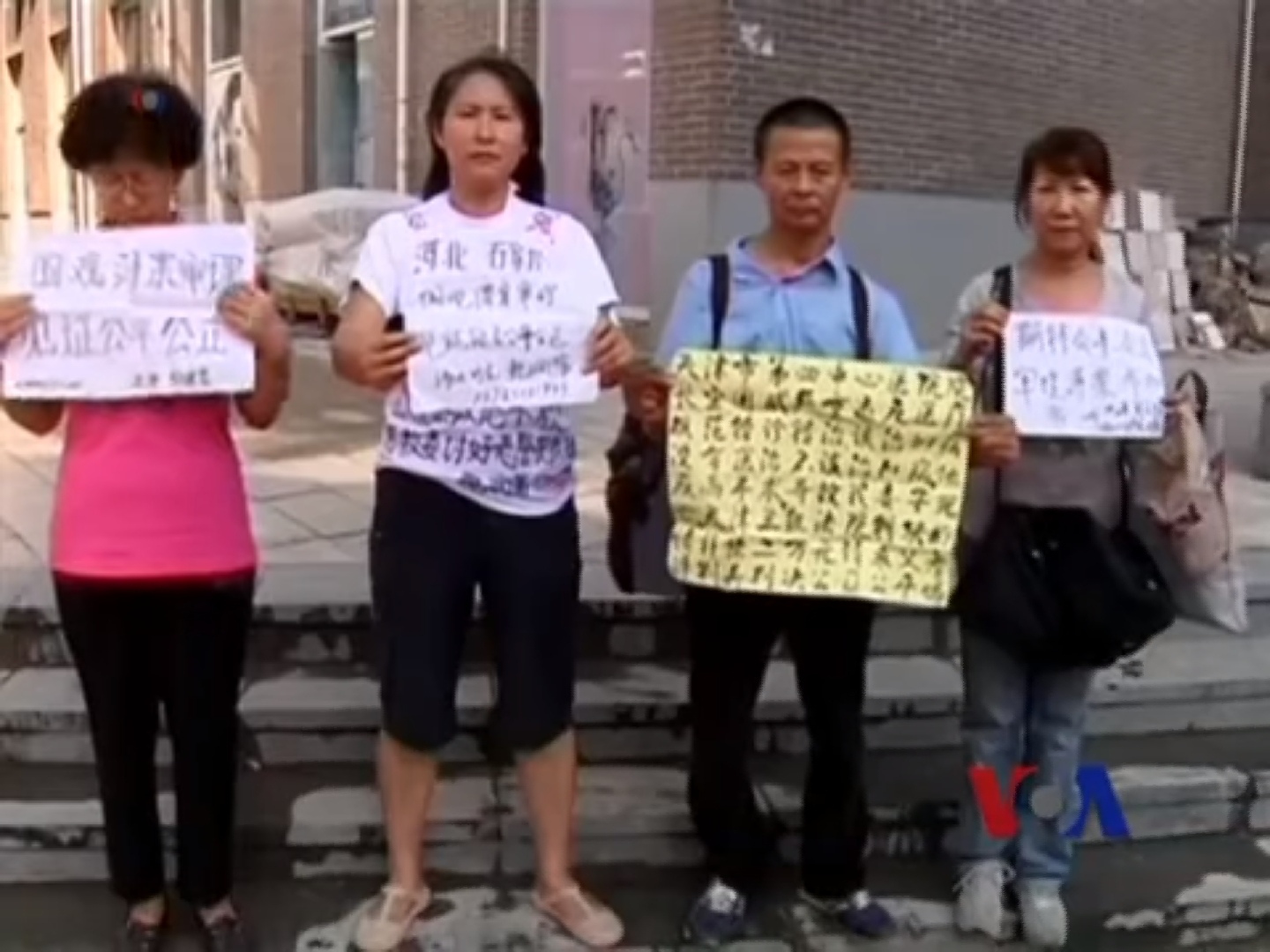
2013年8月21日，几名薄熙来支持者聚集在济南市中级法院门前进行抗议示威

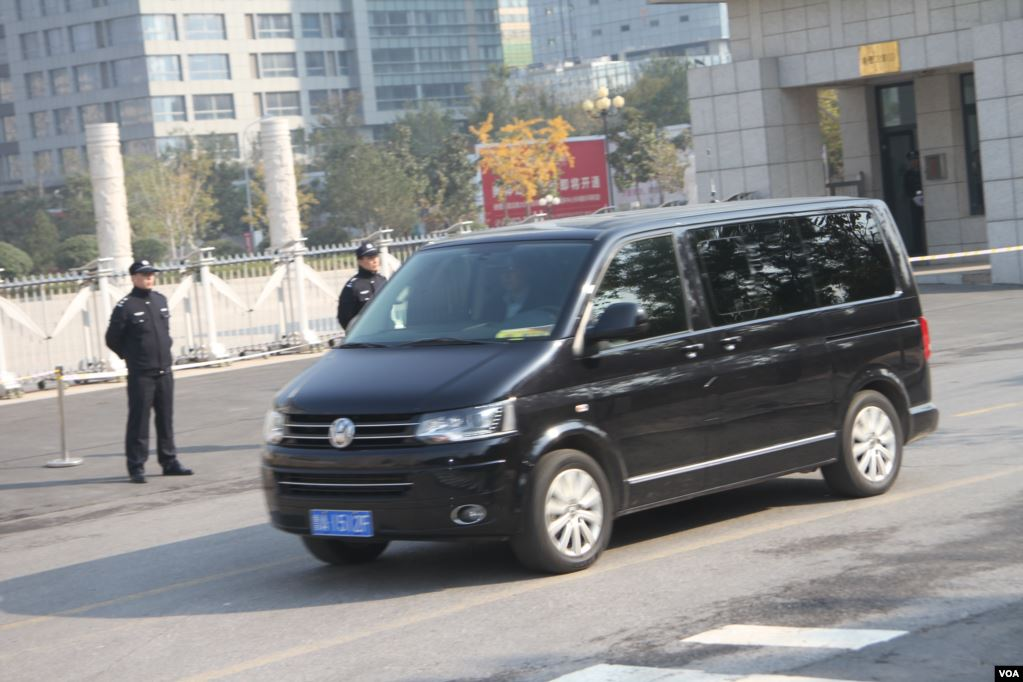
2013年10月25日，押解薄熙来的车队进入山东省高级人民法院，据信薄熙来在这辆汽车里

2013年7月25日，中国山东省济南市人民检察院向济南市中级人民法院就薄熙来涉嫌受贿、贪污、滥用职权一案提起公诉。同年8月22日8时30分，山东省济南市中级人民法院第五法庭公开开庭审理薄熙来受贿、贪污、滥用职权一案，济南中院官方微博转播了庭审情况。庭审首日，济南市检起诉书称，薄熙来受贿金额为2,179万元（人民币，下同），贪污金额达到500万元，数额巨大；薄熙来当庭对公诉人的受贿及贪污指控予以否认。
8月23日（庭审第二日），上午庭审期间公诉人当庭出示了相关书证，播放了2013年8月10日询问证人薄谷开来的同步录音录像，宣读了薄谷开来、法国人德维利耶等证人证言，播放了相关视听资料，证明薄谷开来用其收受徐明给予的购房资金，以231.86047万欧元（折合人民币1,624.9709万元）在法国购买房产，薄熙来对此知情。下午开庭后，公诉人出示了相关书证、证人张晓军等人证言、物证照片、被告人供述和亲笔供词等证据，证明薄熙来通过其妻和其子收受徐明支付的机票、住宿、旅行费用，偿还信用卡欠款费用，以及购买的电动平衡车等，共计折合人民币443.1432万元。另外，时任大连市城乡规划土地局局长的王正刚（另案处理）出庭作证。为保持庭审的连续性，经控辩双方同意，法庭决定8月24日继续开庭审理。8月24日（庭审第三日），法庭继续就起诉书指控薄熙来贪污公款500万元的事实进行调查，由证人王立军出庭作证。在法庭上，王立军称被薄熙来一拳打破唇角。
8月25日（庭审第四日），法庭继续审理此案，薄熙来当庭称王立军“品质低劣”，表示他从未学过拳术。薄熙来承认自己处理相关问题有错误、有过失，表示滥用职权行为跟自己无关，把责任都推到薄谷开来、吴文康等人身上。当天上午10点55分庭审结束后，济南中院在吉华大厦召开庭审情况通报会，由新闻发言人向媒体记者通报上午庭审的有关情况，并于当天下午休庭，次日继续审理，同时薄熙来案全案法庭调查结束。8月26日（庭审第五日），在公诉方及被告人薄熙来作完最后陈述后，13时04分，济南市中级人民法院副院长、薄案审判长王旭光敲响法槌，宣告休庭，合议庭后将依法评议，择期宣判。
9月22日，济南市中级人民法院做出一审判决：以薄熙来犯受贿罪、贪污罪、滥用职权罪，判处無期徒刑，剥夺政治权利终身，并处没收个人全部财产。9月23日，薄熙来提出上诉。10月9日，山东省高级人民法院立案受理薄熙来上诉。10月25日，山东省高级人民法院就上诉人薄熙来受贿、贪污、滥用职权一案作出二审裁定：驳回上诉，维持一审无期徒刑判决。

### 狱中生活
2013年11月17日，李望知透露薄熙来在秦城监狱的近况。他表示薄熙来在秦城监狱的待遇都不错，由医护人员监护、陪同，可以通电话，过些日子就可以允许探视。2015年1月1日，李望知透露父亲“身体还好”，“有病可以治疗”。李望知称，去年是自己30年来与父亲见面次数最多的一年，希望未来有更多探视机会。
2017年，據自由亞洲電台報道，薄熙來因罹患肝癌申请保外就医；獲得當局批准後，在辽宁省大连市棒棰岛接受治疗。
2019年，《南華早報》透露薄熙来在秦城监狱有16平方米的单间，不用穿囚服可穿西装。他经常参加集体活动，练习书法，并给当局写申诉信以求重审其案件。

## 政治立场
薄熙来被认为是中共保守派和太子党。《产经新闻》认为，薄熙来在中国政治保守派和贫困层之间仍有支持力量。日本《每日新闻》报道，中共改革派总理温家宝对保守派的太子党薄熙来不满，在北京会晤香港来访者时，罕见地发出激烈的愤怒言辞，称中国政治改革正在受到封建社会残余和文革遗毒的阻碍。

## 爭議

### 海伍德案
2011年11月14日，英国公民尼尔·海伍德（官方通报中称其“尼爾·伍德”）被发现死于重庆南山丽景度假酒店客房。当时地方当局宣布其死因为饮酒过量，但他的家人表示尼尔并不嗜酒。正式死因并未仔细勘验，直至几个月后海伍德确定为死于他杀，薄熙来牵涉其中。
海伍德是与中国政治家有关联的西方企业中介人。他是薄家的长期助理，据称他跟薄谷开来有过亲密关系，并帮助夫妻俩的儿子薄瓜瓜取得英国哈罗公学的学位。海伍德还涉嫌充当薄家的中间人，协助他们将大笔资金秘密转移到海外。
2011年10月，据报道海伍德与薄谷开来有商务纠纷，海伍德要求为他的服务提供更高的佣金，否则公开薄家的业务往来和预计总额超过1.36亿美元的海外资产。海伍德当时据称被薄谷开来及其助手毒杀。

### 被指發起窃听行动
薄熙來被指发起了一场大型的电子监控行动，以协助打黑除恶专项行动，重庆市警察局长王立军担任这项国家资助项目的设计师，该项目被官媒形容为“覆盖电信互联网的综合配套窃听系统”。系统涉及窃听和互联网通信监控，其设计获得网络安全专家、防火长城建设关键人物方滨兴的帮助。
据《纽约时报》报道，窃听行动不仅针对当地罪犯，还涉及包括時任中共中央总书记胡锦涛在内党和国家领导人之间的通信。消息人士表示薄熙来企图监控所有到访过重庆的中央领导人，以便更好了解他们对自己的看法。2011年8月，中央高层的反窃听装置探测到，胡锦涛与当时正在重庆访问的中纪委官员马馼之间的电话通话被薄窃听，从而引来了中纪委的严格审查。据称该窃听行动也是促使2012年薄下台的一个因素。

### 蚁力神事件
薄熙来在担任辽宁省省长期间，与蚁力神董事长王奉友等关系良好，曾多次视察蚁力神公司。中国商务部于2006年8月，部长薄熙來任内，颁给蚁力神直销执照，被批准于辽宁省内14个市行政区域从事直销活动。由于之前有疑似添加西药的问题，且蚁力神从未有过直销经验，此举令直销业界感到惊讶。

## 大事年表
| 文革时期 - 北京四中、红卫兵、联动 - 1972年12月：薄一波出狱，薄熙来被提前释放。 大连市长时期 - 1997年：星海广场 - 2000年：大连实德队甲A夺冠 辽宁省长时期 - 2002年：“5·7”空難 商务部长时期 - 2007年 - 沈阳蚁力神群体性事件 - 2007年10月：中共十七届一中全会上当选政治局委员 重庆市委书记时期 - 2008年：提出五个重庆、唱读讲传 - 2009年 - 2009年3月：重庆枪杀哨兵案 - 2009年起：重庆打黑除恶专项行动 - 李庄案、乌小青自杀案 - 2011年 - 任建宇劳教案 - 2011年11月：海伍德死亡案、成都军区国动委第六次全会实兵演练 - 2012年2月：王立军事件 | 王立军事件后 - 2012年3月： - 第十一届全国人大第五次会议 - 中共中央决定，免去薄熙来的重庆市委书记职务。 - 2012年4月：中共中央政治局决定，停止薄熙来的中央党职，由中纪委立案调查。 - 2012年9月：中共中央政治局决定，“双开”薄熙来，移送法办。 - 2012年10月： - 重慶市人大常委会罢免薄熙来全国人大代表职务。 - 最高人民检察院对薄熙来立案侦查并采取刑事强制措施。 - 2013年7月：济南市人民检察院向济南市中级人民法院就薄熙来涉嫌受贿、贪污、滥用职权一案提起公诉。 - 2013年8月：济南市中级人民法院第五法庭公开开庭审理薄熙来受贿、贪污、滥用职权一案。 - 2013年9月：济南市中级人民法院就薄熙来受贿、贪污、滥用职权一案宣判，判處無期徒刑，剝奪政治權利終身。 |

## 相关人物

### 家庭
| \| \| \| \| \| \| \| \| \| \| \| \| \| \| \| \| \| \| \| \| 祖父：薄昌福（1874－1938） \| \| \| \| \| \| \| \| \| \| \| \| \| \| \| \| \| \| \| \| \| \| \| \| \| \| \| \| \| \| \| \| \| \| \| \| \| \| \| \| \| \| \| \| \| \| \| \| \| \| \| \| \| \| 父：薄一波（1908－2007） \| \| \| \| \| \| \| \| \| \| \| \| \| \| \| \| \| \| \| \| \| \| \| \| \| \| \| \| \| \| \| \| \| \| \| \| \| \| \| \| \| \| \| \| \| \| \| \| \| \| \| \| \| \| 祖母：胡秀清（1873－1949） \| \| \| \| \| \| \| \| \| \| \| \| \| \| \| \| \| \| \| \| \| \| \| \| \| \| \| \| \| \| \| \| \| \| \| \| \| \| \| \| \| \| \| \| \| \| \| \| \| \| \| \| \| \| 薄熙来（1949－） \| \| \| \| \| \| \| \| \| \| \| \| \| \| \| \| \| \| \| \| \| \| \| \| \| \| \| \| \| \| \| \| \| \| \| \| \| \| \| \| \| \| \| \| \| \| \| \| \| \| \| \| \| \| 母：胡明（1919－1967） \| \| \| \| \| \| \| \| \| \| \| \| \| \| \| \| \| \| \| \| \| \| \| \| \| \| \| \| \| \| \| \| \| \| \| \| \| \| \| \| \| \| \| \| \| \| \| \| \| \| \| \| |                            |  |  |  |  |  |  |  |  |  |  |  |  |  |  |  |
| |                            |  |  |  |  |  |  |  |  |  |  |  |  |  |  |  |
| | 祖父：薄昌福（1874－1938） |  |  |  |  |  |  |  |  |  |  |  |  |  |  |  |
| |                            |  |  |  |  |  |  |  |  |  |  |  |  |  |  |  |
| |                            |  |  |  |  |  |  |  |  |  |  |  |  |  |  |  |
| | 父：薄一波（1908－2007）   |  |  |  |  |  |  |  |  |  |  |  |  |  |  |  |
| |                            |  |  |  |  |  |  |  |  |  |  |  |  |  |  |  |
| |                            |  |  |  |  |  |  |  |  |  |  |  |  |  |  |  |
| | 祖母：胡秀清（1873－1949） |  |  |  |  |  |  |  |  |  |  |  |  |  |  |  |
| |                            |  |  |  |  |  |  |  |  |  |  |  |  |  |  |  |
| |                            |  |  |  |  |  |  |  |  |  |  |  |  |  |  |  |
| | 薄熙来（1949－）           |  |  |  |  |  |  |  |  |  |  |  |  |  |  |  |
| |                            |  |  |  |  |  |  |  |  |  |  |  |  |  |  |  |
| |                            |  |  |  |  |  |  |  |  |  |  |  |  |  |  |  |
| | 母：胡明（1919－1967）     |  |  |  |  |  |  |  |  |  |  |  |  |  |  |  |
| |                            |  |  |  |  |  |  |  |  |  |  |  |  |  |  |  |
| |                            |  |  |  |  |  |  |  |  |  |  |  |  |  |  |  |

- 父薄一波（1908年2月6日～2007年1月15日），前中共元老之一，曾任国务院副总理、中共中央顾问委员会副主任。
- 母胡明（1919年10月～1967年1月15日），死於文革。
- 前妻李丹宇（1950年～），中国人民解放军总医院军医，李雪峰之女，[106][107]。1976年和薄熙来结婚。1977年生下一子薄望知（后更名李望知），1984年离婚。
- 长子李望知（1977年～）[108]，商人，薄熙來受審時出庭。
- 岳父谷景生（1913年7月～2004年11月28日），“一二·九”运动主要领导人之一，中国人民解放军少将。
- 岳母范承秀（1922年～2021年11月23日）。
- 妻子薄谷开来（1958年11月15日～），山西省临猗县人，北京开来律师事务所、昂道律师事务所前主任。
- 幼子薄瓜瓜（1987年12月17日～），投資人、律師，2016年起長居加拿大。[109]

### 政界
- 随薄调到重庆的官员：
  - 从辽宁省：吴文康、王立军
  - 从商务部：徐鸣
- 前、后任中共重庆市委书记：贺国强、汪洋、张德江

### 商界
- 徐明（1971年4月5日～2015年12月4日），大连实德集团创始人及总经理。

- 尼尔·海伍德（1970年10月20日～2011年11月14日），英国商人，生前曾长期居住在中国，与薄熙来一家关系密切。后与薄熙来家人出现嫌隙。2011年11月，薄谷开来邀请海伍德到重庆，并将其毒死。

### 其他
- 涉海伍德死亡案的中共重庆市委办公厅工作人员、薄家勤务人员张晓军（原本是薄一波的侍卫）。
- 姜豐：原中央電視台女主持人，徐明女友，曾代持薄在法國的別墅。
- 马晓晴：中國女演員，被爆曾於薄熙來交往，「有過一段情」。[110]

## 相关作品

### 書籍
- 1997年报告文学作品《世界上什么事最开心》（中国社会科学出版社 1997年3月出版，ISBN 978-7-5004-2045-3）：女作家陈祖芬著，赞扬时任大连市市长薄熙来

### 影視作品
| 年分 | 作品       | 演員    |
| ---- | ---------- | ------- |
| 2019 | 洗鈔事務所 | 杰西·王 |